# Matt Maddock
Pour les articles homonymes, voir Maddock (homonymie).
Matt Maddock est un homme politique américain. Républicain, il est membre de la Chambre des représentants du Michigan depuis 2018. Il a participé à l'assaut du Capitole des États-Unis par des partisans de Donald Trump le 6 janvier 2021.